# Banater Berglanddeutsche
Die Banater Berglanddeutschen sind eine ethnische Minderheit und deutschsprachige Minderheit im Banater Bergland zwischen Rumänien und Serbien. Ihr Ursprung geht auf deutschsprachige Siedler zurück, die sich Ende des 18. und Anfang des 19. Jahrhunderts im Banat niederließen, das zu dieser Zeit dem Staat Österreich-Ungarn (k. und k. Monarchie) angehörte. Diese Siedler stammten vornehmlich aus dem steirischen und oberösterreichischen Salzkammergut, später kamen Siedler aus Tirol, Zipser aus Oberungarn und Deutschsprachige aus Böhmen dazu sowie Auswanderer aus dem Bayerischen Wald. Diesen Gruppen gemeinsam war, dass sie bairische Dialekte sprachen, die sich von den moselfränkisch und rheinfränkisch geprägten Dialekten der Banater Schwaben unterschieden, weshalb sich zur Unterscheidung der Begriff Berglanddeutsche eingebürgert hat.

## Geschichte

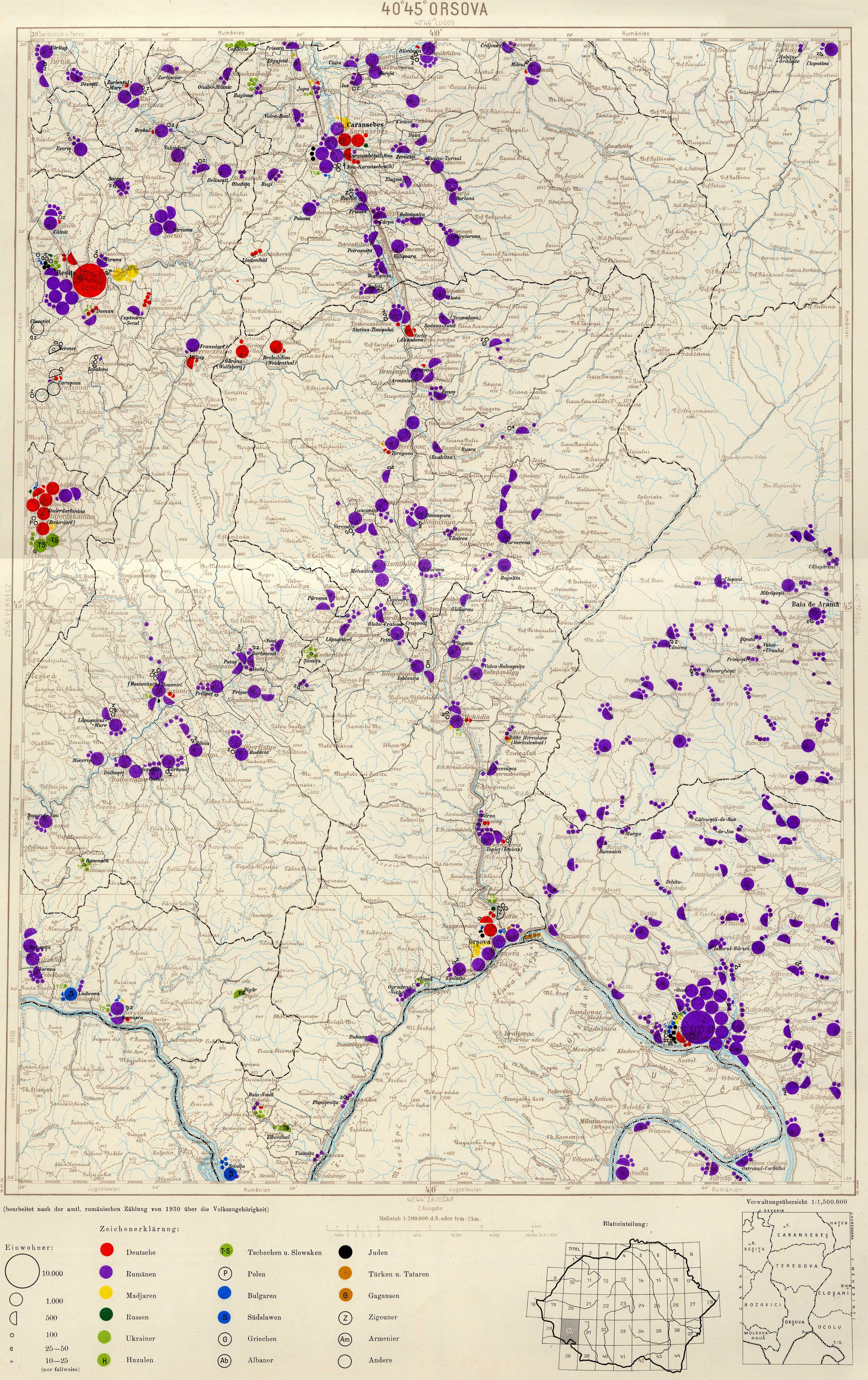
Ethnische Zusammensetzung im Banater Bergland, 1930

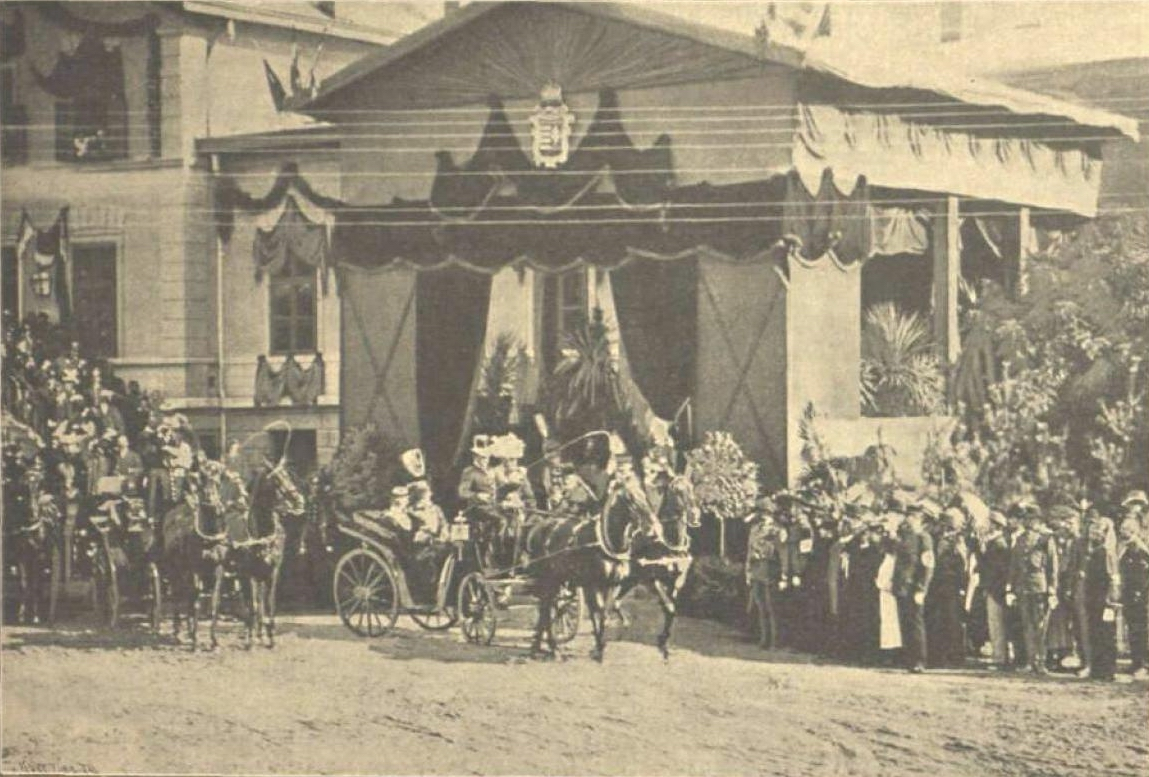
Kaiser Franz-Joseph in Orschowa, 1896

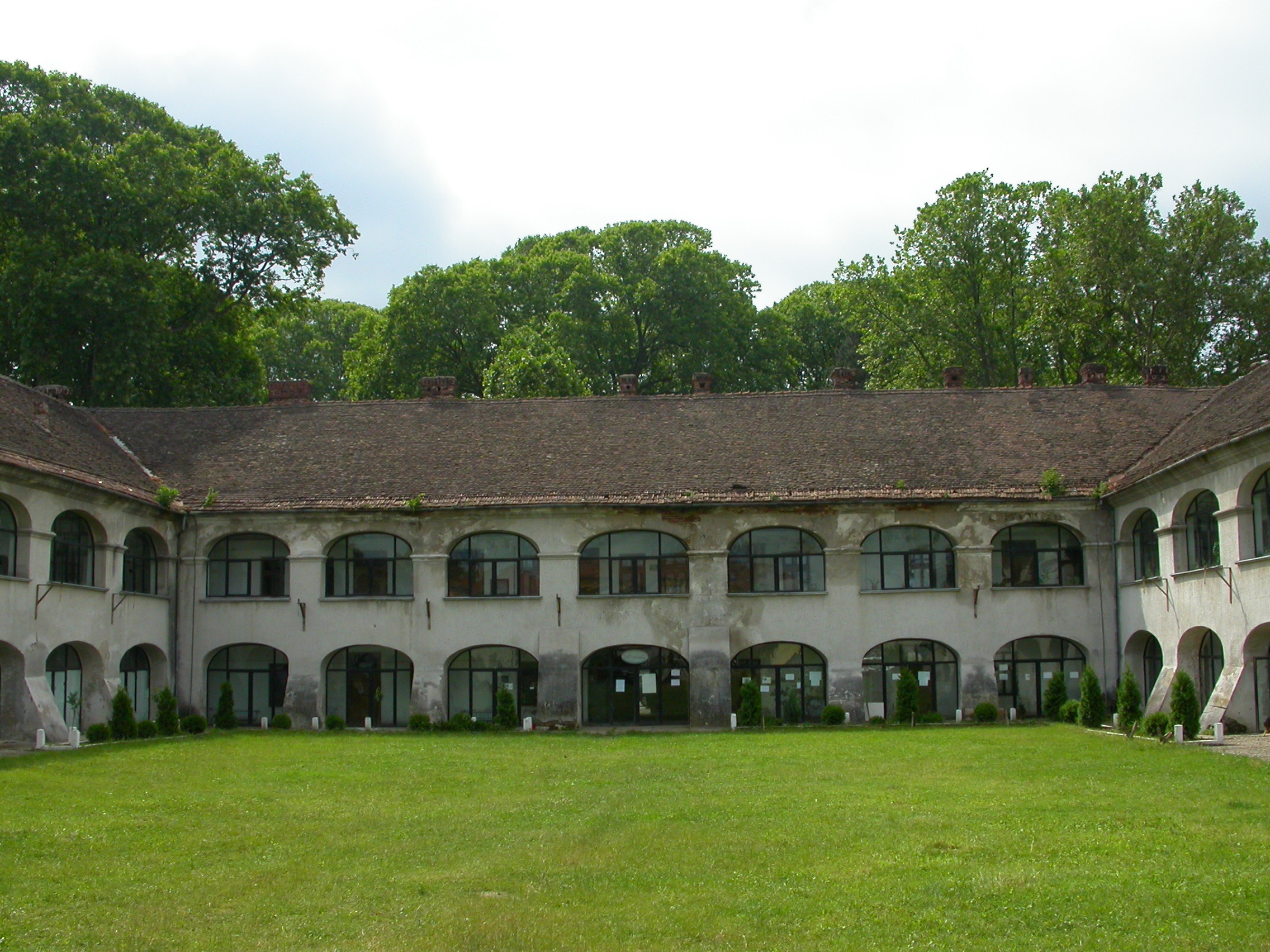
Kaserne des Grenzwachregiments in Karansebesch

Das Banater Bergland liegt im Südwesten des rumänischen Banats, im Grenzgebiet zu Serbien, und bedeckt eine Fläche von der Größe Nordtirols im Südwesten Rumäniens. Der größte Teil befindet sich im Kreis Caraș-Severin und nur wenige Ortschaften in den Kreisen Timiș, Hunedoara, Gorj und Mehedinți.
Das Bergland war und ist reich an Edelmetallen, Kupfer- und Eisenerzen, sodass nach dem Frieden von Passarowitz (1718) die angehende Habsburgermonarchie die Errichtung eines ausgedehnten Bergbauwesens im Banater Bergland beschloss. Die deutschen Kolonisten sollten mit ihren Fachkenntnissen in Ackerbau, Handwerk und Bergbau im Banat die Wirtschaft wieder aufbauen und so zu einer Erhöhung der Staatseinnahmen durch Steuern beitragen. Das Banat wurde 1716 zu einer Kaiserlichen Provinz erhoben, die von Ungarn und Siebenbürgen getrennt wurde und unmittelbar dem Wiener Hof, dem Hofkriegsrat und der Hofkammer unterstand.
Ebenso bestand die Notwendigkeit, die Grenze zum Osmanischen Reich zu sichern. Die ersten deutschen Ansiedler kamen noch, bevor die Türken endgültig aus dem Banat vertrieben wurden. Es waren 13 Tiroler Bergknappen, welche im Frühling des Jahres 1703 in Orawitz eintrafen. Ihnen folgten Einwanderer aus der Zips (siehe Zipser in Rumänien), aus Niederösterreich, Tirol, der Steiermark, aus Oberösterreich und Ungarn, aber auch aus Bayern, Württemberg, Baden und Böhmen. Das Land wurde urbar gemacht und es entstanden zahlreiche Dörfer; jedoch ein neuer österreichisch-türkischer Krieg (1737–1739) verwüstete das Land erneut.
Um der ständigen Einfälle der Türken Herr zu werden, wurde das südliche und südöstliche Banat als ein breiter Streifen von der Theiß über Pantschowa, Weißkirchen, Orschowa und Karansebesch vom übrigen Banat abgetrennt und zur militärischen Schutzzone gegen die Türken erklärt. Das übrige Banat erhielt eine Zivilverwaltung und wurde von der Banater Militärgrenze abgegetrennt. Unter diesem Schutz konnte sich das Land wirtschaftlich wieder erholen.
Um die Fortentwicklung des Bergbauwesens zu sichern, wurden Fachleute aus den Alpenländern, hauptsächlich aus der Steiermark und Oberösterreich, umgesiedelt. Orawitz wurde Verwaltungszentrum des gesamten Berglandes, und 1771 fand die Inbetriebnahme der Hochöfen und des Eisenwerks Reschitz statt. Als 1790 die Steinkohlelager um Steierdorf entdeckt wurden, musste wieder eine größere Anzahl von Bergleuten für den Ausbau des Kohlebergbaus angeworben werden. Zunächst kamen Einwanderer aus Oberösterreich, später kamen auch Böhmen, Mähren und Slowaken. Die zahlreichen Bergorte von Rußberg über Reschitz bis Bokschan, von Karansebesch über die Militärgrenze bis zum Donauhafen Orschowa mit ihren Bergwerken, Schmelzen, Werksanlagen, Domäneneinrichtungen und Wasserbauten formten und prägten das Banater Bergland derart, dass die deutschen Fachleute zum sozialen Ordnungsfaktor und Wirtschaftsträger der Region geworden waren. Die Banater Berglanddeutschen gestalteten bis zur Zerschlagung der Doppelmonarchie einen eigenständigen alpenländischen Lebensraum und errichteten einen wichtigen Standort in der Schwerindustrie Südosteuropas. Nach dem Zerfall der K.u.K. Monarchie fiel das Banater Bergland an das Königreich Rumänien.
Anders als in der Banater Ebene war die Bevölkerungsdichte im Banater Bergland nach den Türkenkriegen und der Eroberung des Banats durch Prinz Eugen von Savoyen zufriedenstellend, weswegen hier die großangelegte „Impopulation“ ausblieb. Im Banater Bergland galt es bis in der zweiten Hälfte des 19. Jahrhunderts zwei Gebiete zu erhalten: das Montanbanat mit den Bergwerksrevieren und die Banater Militärgrenze.
- In die Bergorte, anfangs nur Orawitza und Bokschan, später Lunkan, Saska, Moldowa, Russberg, Reschitza, kamen ab 1722 zunächst nur die zur Wiederaufnahme, Erweiterung, Aufbau neuer Hütten und Bergwerke notwendigen Fachkräfte, danach im verstärkten Maße größere Gruppen von Facharbeitern. Zuwanderungswellen von Berg-, Hütten-, Forst- und Bauarbeitern aus anderen Teilen der Habsburger-Monarchie wurden in diesem Raum bis ungefähr 1870 registriert.
- Innerhalb der Militärgrenze ist eine einzige Aktion zu vermerken: jene zur Ansiedlung von deutsch-böhmischen und tschechischen Grenzbauern (1827–1828) in den Wäldern des Semenic- und Almăj-Gebirges.[6]

Die Ansiedlung der Banater Berglanddeutschen bezieht sich im Wesentlichen auf:
- Die Ansiedlung der Militärgrenze: Altsadowa (1829), Bosowitsch, Herkulesbad (1880), Karansebesch (1717), Lindenfeld (1827), Mehadia, Neukaransebesch (1812), Orschowa (1717), Temesch-Slatina, Teregowa, Topletz, Weidenthal (1827), Wolfsberg (1827), Wolfswiese (1827).
- Die Ansiedlung des Bergbaugebiets: Anina (1773), Bokschan (1719), Dognatschka (1722), Doman (1853), Eisenstein (1815), Ferdinandsberg (1850), Franzdorf (1793), Häuerdorf (1722), Karlsdorf (1797), Kohldorf (1789), Maria Schnee (1789), Neu-Moldowa (1733), Orawitza (1853), Reschitza (1769), Russberg (1816), Ruskitza, Saska (1853), Sekul (1880), Steierdorf (1790), Tschiklowa (1717).
- Die Ansiedlung der ehemaligen Kameraldomäne: Eichental (1896), Moritzfeld (1784), Königsgnad (1812), Bresondorf (1871) und 1908 die Ruthenendörfer Copăcele, Cornuţel und Zorile.[7]

Im Jahr 1943 konnte die deutsche Wehrmacht auf Grund eines Abkommens mit der rumänischen Regierung rumänische Staatsbürger deutscher Volkszugehörigkeit anwerben. Die meisten „Freiwilligen“ wurden in die Waffen-SS eingegliedert und jene, die den Krieg überlebten, mussten nach dem Krieg die Konsequenzen tragen.
Im Januar 1945 wurden die Deutschen in Rumänien im Alter zwischen 17 und 45 Jahren zur so genannten Aufbauarbeit in die Sowjetunion verschleppt (Don- und Donezbecken, Ural und Sibirien). Viele sind umgekommen. 1951 wurde aus dem Grenzstreifen zu Serbien der größte Teil der Dorfbevölkerung in die Bărăgan-Steppe verschleppt. Im Kreis Caraș-Severin war der Anteil der Deutschen bei der Verschleppung geringer als in der Banater Ebene, da es außer Bresondorf, Moritzfeld und Königsgnad (heute Tirol) keine deutschen Dörfer im Grenzstreifen gab. Aus dem Banater Bergland wurden etwa 10.000 Deutsche zwangsdeportiert.
In den folgenden Jahren begann die Abwanderung der Deutschen, hauptsächlich der politisch verfolgten, nach Deutschland und Österreich, anfangs durch Flucht, Familienzusammenführung, danach, insbesondere nach der Wende 1989, durch Massenabwanderung.
Nach dem Zweiten Weltkrieg konnten die Banater Berglanddeutschen trotz des kommunistischen Regimes ihre kulturelle Tätigkeit in ihrer Muttersprache fortsetzen im Bereich Publizistik, Schulwesen, Theaterwesen und in anderen Bereichen.

## Wirtschaft

### Bergbau

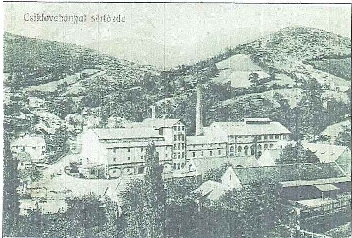
Industrieanlage Tschiklowa, 1905

Nach der Befreiung des Banats 1716 durch Eugen von Savoyen wurde Claudius Florimund Mercy zum Gouverneur der Region ernannt. Mercy rief österreichische Fachleute für die Erneuerung der Verteidigungsanlagen und vor allem Bergleute für die Beschaffung der nötigen Ressourcen ins Land.
Die „Banater Einrichtungskommission“ wurde von Temeswar aus von Kallanek geleitet. Herbeigerufene Zipser und Tiroler Bergleute nahmen auf der Grundlage der im deutschen und österreichischen Bergbau erprobten Technologien die Erzgewinnung und Verhüttung auf. Sie bliesen in Deutsch-Orawitza den ersten Kupferhochofen Südosteuropas an.
Gleichzeitig entstand in Deutsch-Bokschan die erste Großeisenhütte (1719). Weitere Kupfer, Silber und Blei fördernde Bergwerke entstanden in Deutsch-Tschiklowa (1718), Neu-Moldowa (1728) und Deutsch-Saska (1730) und bildeten somit die Banater Metallindustrie. Auf dieser Basis wurde durch die Gewerke die erste Bergbauschule in diesem Teil Europas gegründet (1729). Die Unterrichtssprache war Deutsch. Aus Mangel an Einwanderern wurden die einheimischen Rumänen und Serben herangezogen.
Die Verwaltung der Bergwerke oblag vier Bergämtern. Sie wurden eingerichtet in Orawitz, Bokschan, dessen Rolle später Reschitz übernahm, Dognatschka und Saska, das 1877 aufgelöst und der Verwaltung Neu-Moldowa zugeteilt wurde. Die Bergämter standen unter der Leitung des 1723 gegründeten k.k. Oberbergamts, welches als solches, später unter der Bezeichnung Banater Bergdirektion, mit kaum nennenswerten Unterbrechungen bis 1856 bestand und zeitweilig seinen Sitz in Temeswar hatte, die meiste Zeit aber in Orawitz.
Der Einfall der Türken im Jahr 1738 legte zunächst die Anfänge des Bergbaus lahm. Die Kaiserin Maria Theresia sorgte nach dem erneuerten Friedensschluss für eine Wiederbelebung des Bergbaus und der Schule. So wurden im Banater Bergland neue Kontingente, besonders deutscher und österreichischer Herkunft, durch F.K. Krakows, Hofrat der Kaiserin, geschaffen. Als herausragende Persönlichkeit des dortigen Bergbaus ist Christoph Traugott Delius zu erwähnen, der für die Lehre der Bergbaukunst an die Bergakademie Schemnitz berufen wurde. Mit dem Übergang des Verfügungsrechts über die Bodenschätze in die Verwaltung des Staats wurde das Weisungsrecht für Bergbaubeamte eingeführt. Ihre Ausbildung erfolgte in den in verschiedenen Ländern gegründeten Bergakademien (Freiberg 1765, Schemnitz 1770).
1747 genehmigte die Kaiserin dem Zuständigen der Montanbehörde, Mulz von Walda, die Errichtung von Bergschulen unter Berücksichtigung entsprechender Vorschriften. Zu Beginn des Jahrhunderts wurde in Petroșani eine Bergbauschule eingerichtet. Die Veränderung der Grenzen nach dem Vertrag von Trianon hatte die Errichtung der Berg- und Hüttenfakultät in Timișoara zur Folge.
In den Jahren 1733–1759 wurden in Orawitza und Dognatschka die ersten Talsperren gebaut. Im Oktober 1768 erteilte Maria Theresia die Baugenehmigung für das „Eisenwerk Reschitz“ auf Vorschlag der Bergmeister Christoph Traugott Delius und Franz Xaver Wögginger an Stelle einer Erweiterung der Bokschaner Werke. Am 3. Juli 1771 bliesen in Deutsch-Reschitza Deutsche aus Bokschan die Hochöfen „Franziskus“ und „Josephus“ an. 1771 wohnten in der Arbeiterkolonie Reschitz 126 deutsche Familien. In der Steierdorfer Waldung entdeckte 1790 der Holzknecht Mathias Hammer den „schwarzen Stein“, die Steinkohle.
Im Jahre 1803 gründete der Unternehmer Franz Hofmann in der Pojana Ruska das Eisenwerk Russberg. Drei österreichische Privatunternehmer, die Brüder Franz, Anton und Ferdinand Hofmann, gründeten im nördlichen Bergland die Eisenhütte Ferdinandsberg. Tiroler Bergbauern, die 1809 in den Kämpfen am Iselberg den Bayern und Franzosen erfolgreich die Stirn geboten hatten, aber nach ihrer Niederlage von Kaiser Franz im Stich gelassen wurden, verließen, angeführt von Josef Speckbacher, dem Mitstreiter Andreas Hofers, ihre Heimat und siedelten sich im Jahre 1810 am Rande des Banater Berglands an, wo sie die Gemeinde Königsgnad, das heutige Tirol, gründeten.
Zum Unterschied von den Anfängen der industriellen Entwicklung in den westeuropäischen Ländern ging die Banater Industrie nicht aus der natürlichen Entwicklung des Landes hervor, sondern sie wurde von oben und von außen implantiert. Sie wurde von der merkantilistischen Politik des Hauses Habsburg gefördert, von Fachleuten aus dem Reich konzipiert und von Kolonisten aus dem Reich und einheimischen Bewohnern konkret aufgebaut. Diese Implantation hatte den Vorteil, dass im Banater Bergland die Entwicklungsetappen des Westens und Zentraleuropas nicht noch einmal durchlaufen werden mussten. Die industriellen Anlagen wurden auf dem technischen Niveau der Industriegebiete des Reichs gebaut.

### Die StEG im Banater Bergland

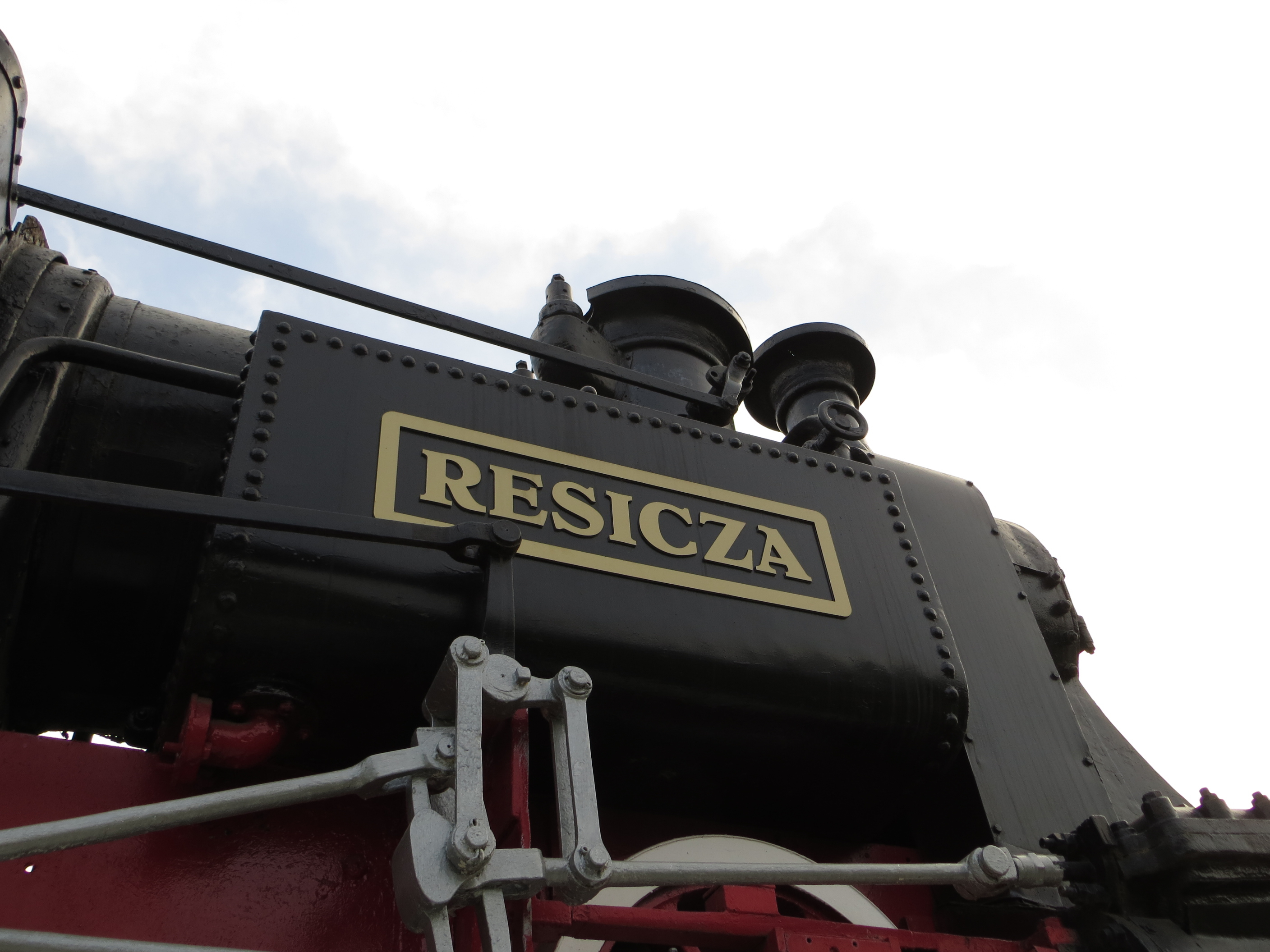
Die Lokomotive „Resicza“

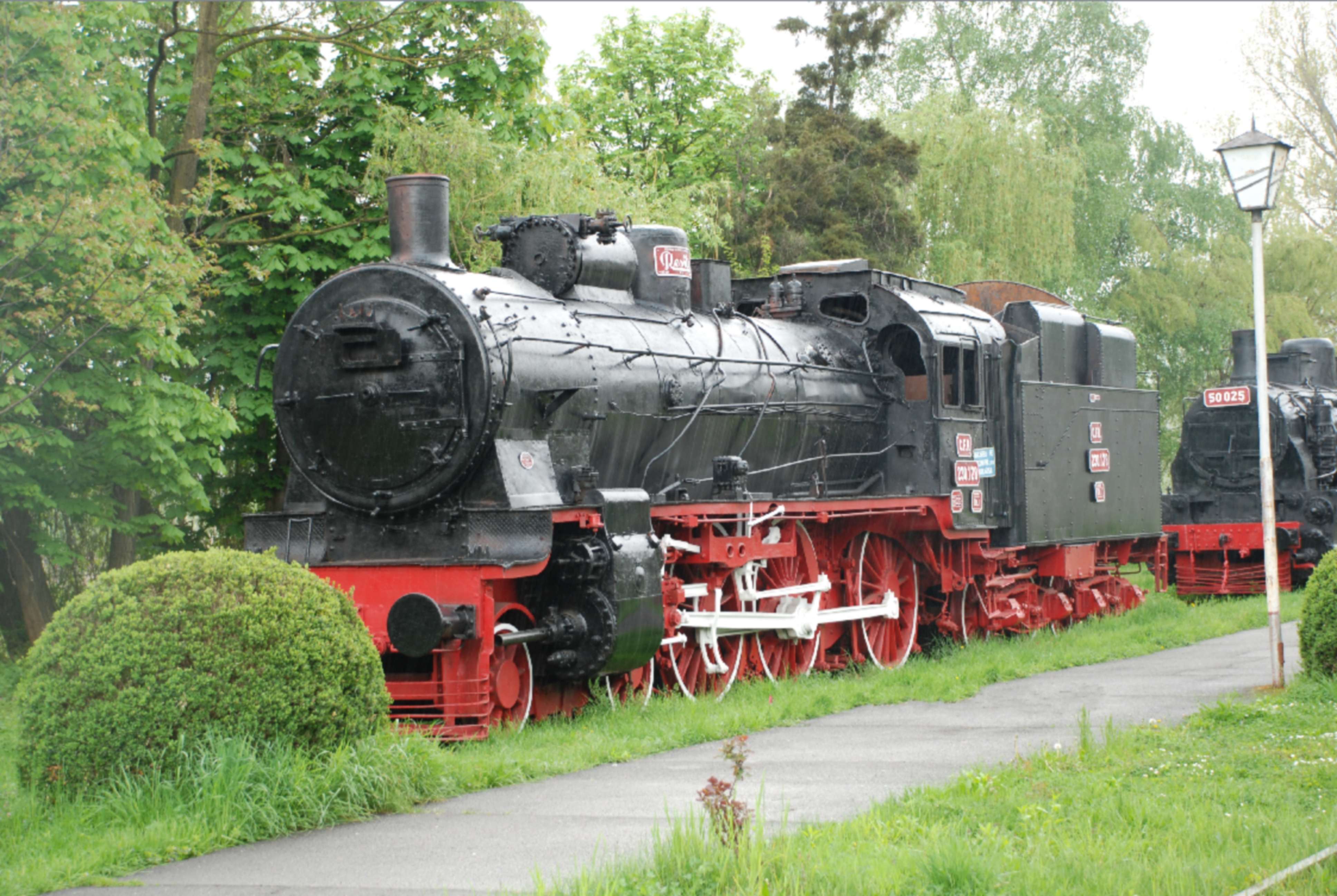
Eisenbahnmuseum Reșița

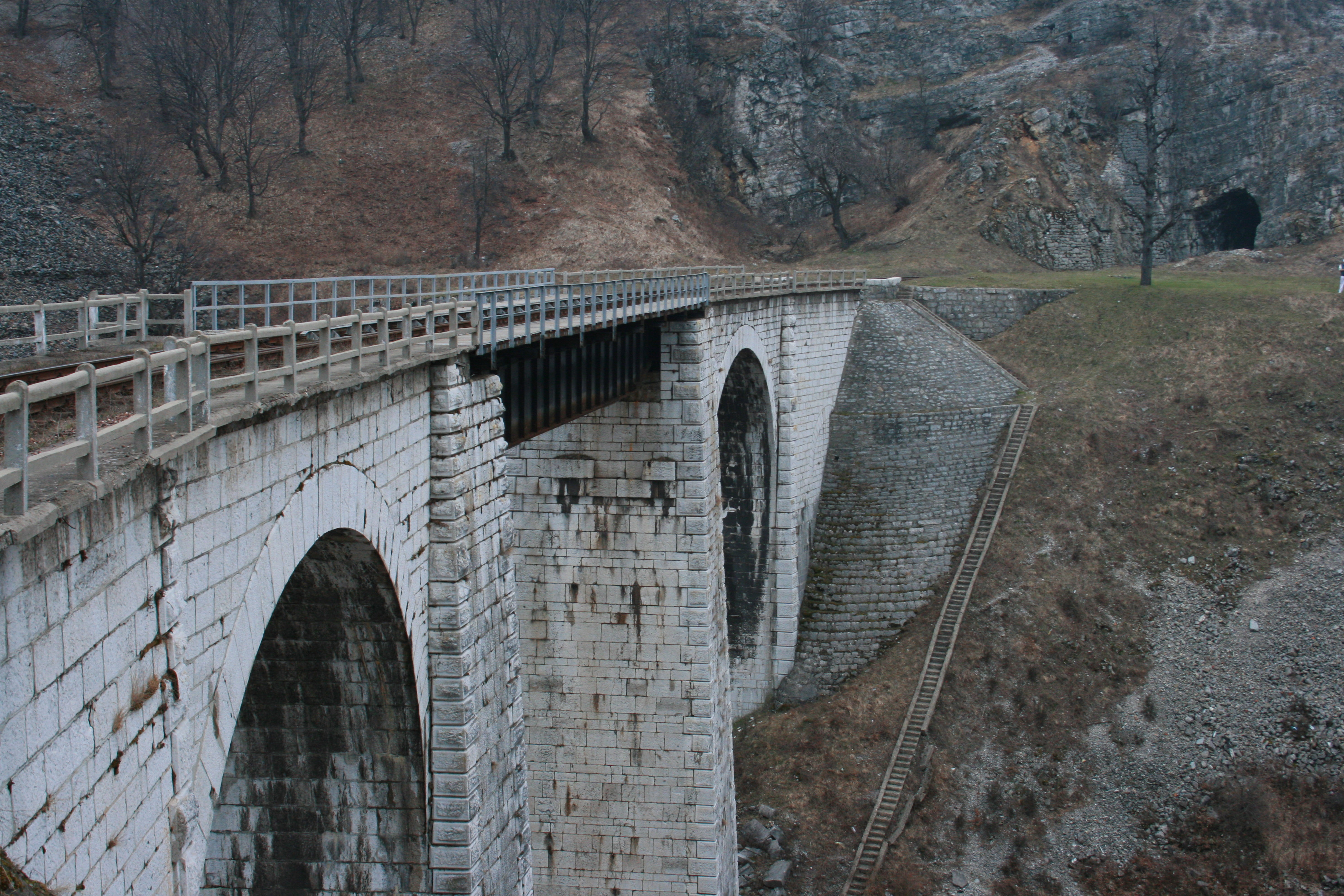
Banater „Semmering“-Bahn Anina-Orawitza

Die reichen Bodenschätze des Banater Berglandes – Eisen sowie andere Metalle und Edelmetalle enthaltende Erze (in Eisenstein, Dognatschka, Vartoape bei Bokschan, Delinesti, Orawitz, Tschiklowa, Saska,) hochwertige Steinkohle (Doman, Sekul, Anina, Steierdorf), für die Stahlerzeugung unerlässliche Zusätze wie Kalk (Coltani), Mangan (Delinesti), Wälder mit Holz zur Gewinnung von Holzkohle und große Wasserreserven aus dem Semenik-Gebirge – haben schon im 18. Jahrhundert die Entwicklung von Bergbau und Hüttenwesen in diesem Teil des österreich-ungarischen Reichs begünstigt. In Reschitz wurde der erste Hochofen im Jahr 1771 angeblasen.
1855 kaufte die StEG vom österreichischen Staat die Banater Bergwerke, Domänen, Hüttenwerke und Eisenbahnlinien. Durch den Vertrag vom 1. Januar 1855 und die darauffolgenden konkreten Übergabeprotokolle übernahm die StEG im Banat die Bergwerke, Schmelzhütten und Kupferhämmer von Orawitza-Tschiklowa, die Kupfer-, Silber-, Blei-, Zink- und Eisenbergwerke sowie die Schmelzhütten von Dognatschka, die Kupfer- und Eisenbergwerke und die Schmelzhütte von Saska, die Steinkohlegruben von Doman und Sekul, die Kupferbergwerke und die Kupferschmelzhütte von Neu-Moldowa, die Steinkohlenbergwerke von Steierdorf-Anina, das Eisenwerk Reschitz und den Eisenhammer von Franzdorf, das Eisenwerk und den Kupferhammer von Bokschan, den Eisenhammer von Gladna, die Eisengruben von Eisenstein und Slatina und die Domänen mit einer Gesamtfläche von 130.083,40 Hektar. Davon waren 42.577,71 Hektar Ackerboden und 87.505,69 Hektar Wald. Auf ihren Domänen hat die Gesellschaft auch die feudalen Rechte über ihre acht Bergämter übernommen: Neu-Moldowa, Deutsch-Saska, Deutsch-Orawitz, Steierdorf, Dognatschka, Deutsch-Bokschan, Deutsch-Gladna mit den dazugehörenden montanistischen Gemeinden sowie mit 51 urbarialen Gemeinden. Für die gesamten Banater Werke, Forste und Domänen bezahlte die StEG dem Ärar 11.123,045 Florin und 89 Kreuzer.
Nach der Übernahme des Banater Montangebiets durch die Kaiserlich-Königliche Privilegierte Österreichische Staats-Eisenbahn-Gesellschaft (StEG) im Jahr 1855 wurde die Entwicklung stark beschleunigt, was zur Folge hatte, dass der bis dahin mit Pferdebahnen praktizierte Materialtransport innerhalb der Betriebe nicht mehr den Anforderungen gerecht werden konnte. Die Erfolge des Dampfkrafteinsatzes im Transportwesen der entwickelten westeuropäischen Industriestaaten hatten die Leitung der Gesellschaft veranlasst, im Jahr 1871 eine Lokomotive nach Reschitza zu schicken. Es war eine Lokomotive der Serie StEG 52 mit einer Spurbreite von 948 mm und einer Leistung von 45 PS. Sie wurde nach den Entwürfen von John Haswell in der gesellschaftseigenen Lokomotivenfabrik in Wien gebaut und war speziell auf die Bedürfnisse der Reschitzaer Werke abgestimmt.
Diese Lokomotive versah ihren Dienst jahrzehntelang und diente als Modell für den Bau weiterer drei Exemplare, die in den Jahren 1872 und 1873 in den Reschitzaer mechanischen Werkstätten nachgebaut wurden. Heute ist sie im Lokomotiv-Museum in Reșița ausgestellt.
Im Jahre 1854 wurde die erste Normalspurbahn auf dem Boden des heutigen Rumänien zwischen Orawitza und Basiasch dem Verkehr übergeben. Die Wiener Hofkammer verkaufte ihren Banater Montanbesitz 1855 an die „Kaiserlich-Königliche Privilegierte Österreichische Staatseisenbahngesellschaft“ (StEG). Reschitzaer Eisenarbeiter und Bergleute gründeten 1861 mit dem „Arbeiter-Unterstützungsverein“ eine Selbsthilfeorganisation, den ersten Arbeiterverein im Banater Bergland.
Im Jahre 1863 wurde die Banater „Semmering“-Bahn Orawitza-Anina dem Verkehr übergeben. Sie führt durch 14 Tunnels und über 10 Viadukte und überwindet eine Steigung von 338 Metern. Grund für den Bau dieser Bahn war der Transport der Kohle von Anina nach Baziaș an die Donau. Zwei Stunden und fünf Minuten dauert heute die Fahrt. Eine Besonderheit für Eisenbahnfreunde bietet eine Sonderfahrt mit einer von einer Dampflokomotive gezogenen Garnitur. Diese Fahrt mit ausreichenden Fotohalten ist zu einer Touristenattraktion geworden.

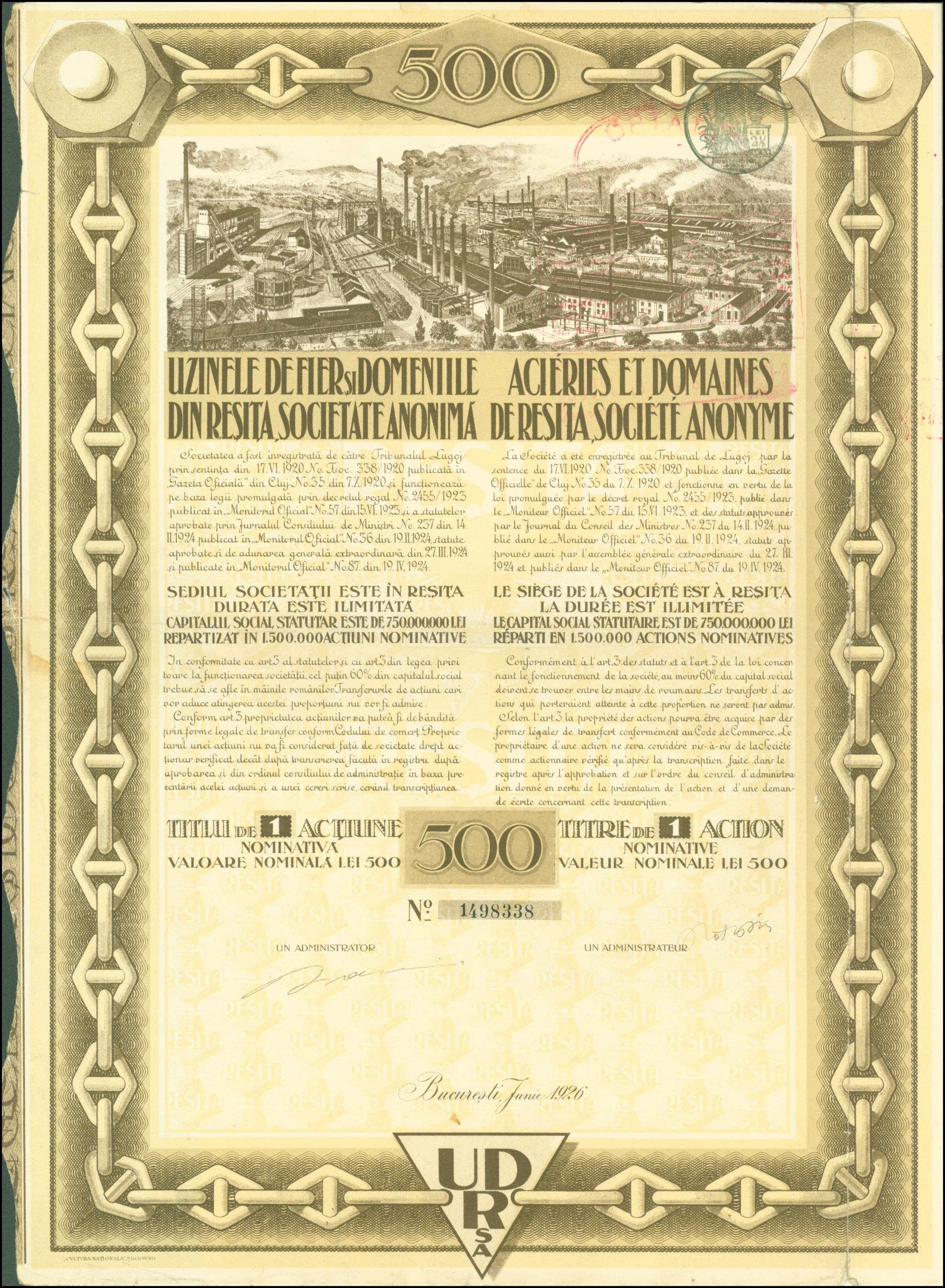
Aktie der Uzinele de Fier și Domeniile din Reșița (UDR SA) vom Juni 1926

Im Jahre 1872 wurde in Reschitza die erste Lokomotive auf dem heutigen Gebiet Rumäniens und ganz Südosteuropas gebaut. Sie trug den Namen „RESICZA“. Ein Jahr später kam es auf der Wiener Weltausstellung zur Präsentation der dritten in Reschitza gebauten Lokomotive „HUNGARIA“. 1878 nahm Reschitza an der Weltausstellung in Paris teil. Die StEG erhielt zwei „grand prix“, zwei goldene, eine silberne und eine bronzene Medaille, und der ehemalige Reschitzaer Bergingenieur Wilhelm Zsigmondy wurde mit dem Ritterkreuz der Ehrenlegion ausgezeichnet. 1920 nach dem Anschluss des Banats an das Königreich Rumänien wurde die StEG in eine rumänische Aktiengesellschaft „Uzinele de Fier și Domeniile din Reșița (UDR)“ umgewandelt.
In nur zwei Jahrzehnten erweiterte die StEG ihre Anlagen im Banat, indem sie hier folgende Werke errichtete: eine Schwefelsäurefabrik in Neu-Moldowa, das Eisenwerk Anina, die Mineral-Destillationshütte in Steierdorf, die Paraffin-Fabrik in Orawitz, die Eisenhütte in Dognatschka, die Kunstmahlmühlen in Orawitz und Bokschan, die Kalk- und Zementfabrik in Orawitz, den Kalk-Ringofen bei Kraschowa, die Kalk- und Ziegelöfen in Roman-Bokschan, die Montangebirgsbahn Orawitza-Anina, die schmalspurige Montanbahn Morawitza-Reschitza-Sekul.
Von der StEG übernahm die UDR die Eisenwerke von Reșița und Anina, die Bokschaner Landmaschinenfabrik, die Eisengruben von Eisenstein, die Kohlengruben von Steierdorf-Anina, Doman und Sekul, die stillgelegten Gruben von Oravița (Kupfer, Gold), Ciclova Montană (Kupfer), Saska (Kupfer) und Neu-Moldowa (Kupfer, Eisenkies), die Konzession für die Gruben von Delinești (Eisen- und Manganerz), Armeniș (Eisenerz und Lignit), Caransebeș (Lignit), Bozovici (Lignit), Dolni Lupkowa (Kupfer, Eisen), 95.800 Hektar Domäne (davon 88.248 Hektar Wald), 4 Sägewerke (Anina, Wassiowa, Franzdorf, Sawoi), die Kalköfen von Colţan, die Säge von Reschitz-Stavila, 134 km Bahnstrecken, 103 km Holzschwemmkanäle, 3 Weinberge (Ramna, Tirol, Neu-Moldowa), 2 Forellenteiche (Franzdorf, Steierdorf-Anina), 8 Seen und 27 Verkaufsmagazine. Hinzu kommen die StEG-Anteile bei der Holzverkohlungs-AG, beim Eisenwerk und beim Forstunternehmen von Nădrag und der Banater Mühlenindustrie. Die UDR war nach dem Anschluss des Banats das wichtigste Schwerindustrie-Unternehmen des neuen Rumänien.

### Tourismus

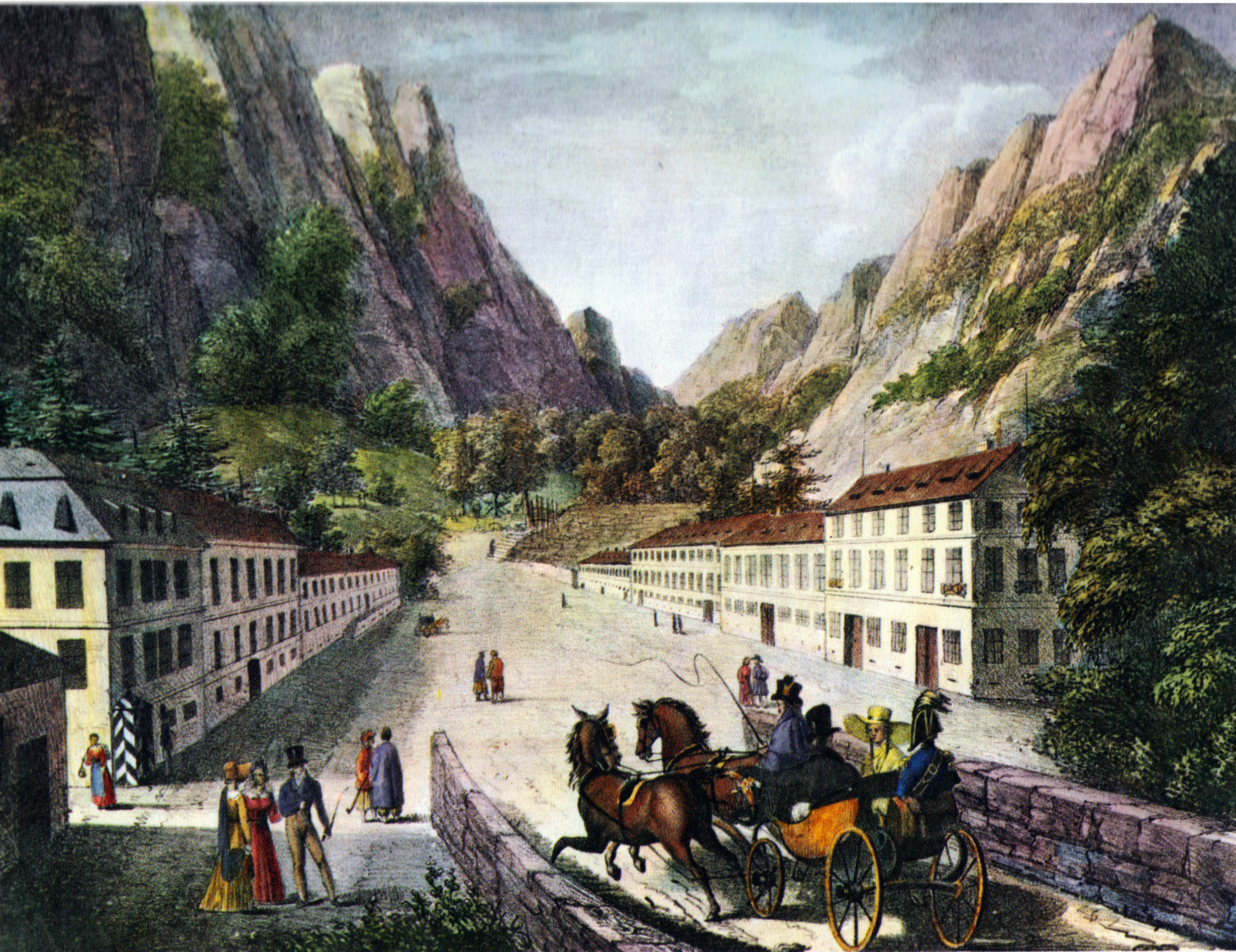
Herkulesbad, 1824

Obwohl die Heilkraft der warmen Salz- und Schwefelquellen, die hier entspringen, schon den Römern bekannt war, begann der moderne Kurbetrieb in Herkulesbad erst mit der Inbesitznahme des Banats durch das Habsburger-Reich im Jahr 1718. Damals wurden durch Johann Feldmarschall Hamilton neue Bäder angelegt. Der Ort lag seit 1767 im Bereich der Banater Militärgrenze; ein Teil der Erholungseinrichtungen gehörte der k.u.k. Armee, aus deren Reihen viele Kurgäste stammten. Die Militärgrenze und damit die Militärverwaltung des Orts wurden 1873 aufgelöst. Die österreichischen Bäder wurden zwischen 1883 und 1886 nach den Plänen des Architekten Carl Wilhelm von Doderer erbaut.
Im Jahre 1878 wurde von Hoffenreich Mór der Luftkurort Marilla zwischen Steierdorf und Orawitza gegründet, der sich in der Höhe von 714 m befindet und in der Mitte eines dichten Tannen- und Eichenwaldes liegt.
Dank des sanften Klimas, der Heilquellen und des Einflusses von Herkulesbad und Busiasch eröffnete der Architekt Franz Sittner in Orawitza am 10. Juni 1888 das „Natur- und Stahlbad“. Nach den persönlichen Instruktionen von Pfarrer Kneipp wurde das Sittnerische Bad zu einem Kneippbad umgeändert und am 1. Juni 1893 eröffnet.
Neben dem Bergort Steierdorf wurde im Jahr 1897 ein Höhenkurort bei über 800 m Höhe gegründet, der den Namen „Sommerfrische“ erhielt und im Jahre 1900 in Orawitza bei dem Großen Teich entlang des Orawitza-Bachs der Kurort „Mühltal“ eröffnet.
1923 gründete Alexander Tietz in Reschitza auf Anregung des Wandervogel aus Deutschland eine Wandervogelgruppe nach dem Vorbild der 1901 in Steglitz von Karl Fischer gegründeten Vereinigung zur Verbreitung der Lust zum Wandern und zur Pflege des Volksgesangs.

### Berglanddeutsche Ortschaften
- Bokschan, um 1719 wurden hier österreichische Arbeitskräfte angesiedelt und in der Eisenhütte und den Gruben des Dognatschka-Gebirges eingesetzt.
- Dognatschka, 1727 durch die Ansiedlung von Tiroler Bergbauleuten gegründet.
- Steierdorf, 1773 durch Köhler und Holzarbeiter aus dem Salzkammergut besiedelt, später auch verstärkt Zipser Sachsen (Zipser in Rumänien).
- Reschitz, ursprünglich ein rumänisches Dorf, das sich, ab 1776 durch Siedler aus Oberösterreich, der Steiermark und Kärnten verstärkt zu einem Zentrum des Hüttenwesens entwickelte.
- Franzdorf, 1792 von Siedlern aus dem Salzkammergut gegründet, später auch Zipser Sachsen (Zipser in Rumänien).
- Ferdinandsberg, 1808 durch die Ansiedlung deutscher Bergbau- und Metallarbeiter gegründet.
- Ruskitza, 1808 mit deutschen Siedlern zum Zweck des Abbaus von Marmorvorkommen besiedelt.
- Sekul, ebenfalls meist Zipser Sachsen (Zipser in Rumänien)
- Tirol, 1812 nach der Niederlage Andreas Hofers von Exil-Tirolern gegründet.
- Wolfsberg, 1828 von Siedlern aus dem Bayerischen Wald und dem Böhmerwald gegründet.
- Weidenthal, 1828 von Siedlern aus dem südwestlichen Böhmerwald gegründet.
- Lindenfeld, 1828 von Deutschböhmen gegründet.
- Wolfswiese, 1828 von Deutschböhmen angelegt.
- Nădrag, Anfang des 19. Jahrhunderts wurde die bestehende Ortschaft mit deutschen Siedlern erweitert.

## Kulturleben

### Kirche und Wallfahrt

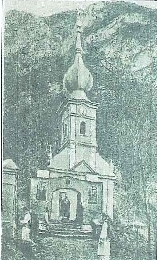
Die Wallfahrtskirche Maria Tschiklowa

Zur Zeit der Einführung der Reformation im 16. Jahrhundert unterhielten die Jesuiten in Karansebesch eine Mission und eine konfessionelle Schule; ihre Tätigkeit wurde in den ersten Jahrzehnten des 18. Jahrhunderts wiederbelebt. Zudem wurde eine katholische Kirche im Zentrum errichtet (1738).
In Steierdorf errichteten die Ansiedler 1774 ein Krankenhaus und eine Schule. 1787 wurde die erste Kirche gebaut. An ihrer Stelle wurde 1872 die heutige römisch-katholische Kirche im gotischen Stil eingeweiht. Genauso alt ist die evangelische Kirche in Steierdorf.
Die römisch-katholische Kirche von Orawitza wurde 1718–1721 erbaut und ist damit eine der ältesten im Banat. Bis zu ihrer Einweihung diente die kleine 'Kreuzwiesenkapelle' als Gebetsstätte. Zum Patrozinium „Kreuzerhöhung“ am 14. September wird bis heute alljährlich ein Gottesdienst abgegehalten. Am 4. Mai, dem Sankt-Florians-Tag, zog die Florianskapelle Spaziergänger und Pilger zur Andacht an. Zum Markuskreuz wurde am 24. April zur „Fruchtweihe“ gepilgert. Das Kloster der Armen Schulschwestern zu Unserer Lieben Frauen, Notre Dame, wurde 1864 gegründet.
Maria-Tschiklowa ist die Wallfahrtskirche der Katholiken des Banater Berglandes. 1727 wurde die Kapelle Maria Fels zum Aufbewahren eines alten Gnadenbildes gebaut. Die Bischöfe László Nádasdy (1727) und Adalbert von Falkenstein (1733) erwirkten beim Papst den Ablass für die drei Marien-Festtage. 1777 wurde die jetzige Wallfahrtskirche auf dem Felsen gebaut. Der vollkommene Ablass für das ganze Jahr erfolgte 1798 durch Papst Pius VI. Ab 1807 bekam Tschiklowa eine selbständige Pfarrei. Am 12. Mai 1854 geschah „das Wunder von Tschiklowa“, als die kleine Elisabeth Windberger aus Unvorsichtigkeit vom hohen Kirchenfels in die Tiefe stürzte und mit nur einigen Kratzern davonkam.
Im Jahre 1776 wurde die erste römisch-katholische Pfarrei in der Arbeiterkolonie Reschitza gegründet und ein kleines Kirchlein aus Stein und Brennziegeln mit einem hölzernen Turm nebst Pfarr- und Schulhaus gebaut. Im Jahre 1846 wurde die römisch-katholische Pfarrkirche „Maria Schnee“ eingeweiht. Der Bau dieser Kirche wurde im Jahre 1841 vom Montan-Aerar als Patron genehmigt. Am 29. Juni 1874 wurde am Kreuzberg das neue Denkmal eingeweiht. 1877 wurde in Reschitza auf Initiative von Ludwig Mottl der römisch-katholische Kirchenchor gegründet. Nachdem Mottl in Rente gegangen war, übernahm der damalige Schuldirektor und Kantorlehrer Josef Tietz die Leitung des Kirchenchors. In Reschitza wurde im Jahre 1910 die evangelische Kirche Augsburger Bekenntnisses eingeweiht.

### Presse und Publikationen
Die Brüder Arthur und Albert Schott gaben im Jahre 1845 in Stuttgart die erste Sammlung „Rumänische Volksmärchen aus dem Banat“ heraus. Sammler und Übersetzer der Märchen war Arthur Schott, der sich mehrere Jahre am Rande des Banater Berglands, in der Orawitzaer Senke, als Gutsverwalter aufgehalten hatte. 1888 bekam der gebürtige Reschitzaer Schriftsteller und Übersetzer Ludwig Vinzenz Fischer für seine Übersetzungen aus dem Rumänischen vom rumänischen König Karl I. die „Goldene Medaille für Kunst und Wissenschaft“ verliehen.
1868 erschien in Orawitza die erste Ausgabe der Lokalzeitung „Berggeist“. Im gleichen Jahr gründete Karl Wunder die erste Druckerei im Ort. Ab 1872 erschien die Zeitung ununterbrochen bis 1940 unter dem Namen „Orawitzaer Wochenblatt“. Sie wurde zuletzt von der ortsansässigen Druckerei „Kaden“ herausgegeben.
In den Jahren 1886–1888 ließ Cornel Diaconovich in Reschitza eine Romänische Revue. Politisch-literarische Monatsschrift. Budapest – Reschitza – Wien (1885–1892) drucken, die erste Zeitschrift, die rumänisches Kulturgut in deutscher Sprache bekannt machte.
Im Jahre 1887 erschien in Reschitza das Wochenblatt, „Reschitzaer Zeitung“ als Organ für lokale, soziale und kulturelle Interessen. Es wurde 1889 in „Allgemeine Volks-Zeitung. Organ für soziale und kulturelle Interessen. Reschitza“ umbenannt und erschien als solche bis 1895. Die „Reschitzaer Zeitung“ erschien bis 1944.
Der in Lupeni geborene Journalist und Sozialdemokrat Georg Hromadka setzte mit seinem Werk „Kleine Chronik des Banater Berglands“, erschienen 1993 beim Südostdeutschen Kulturwerk München, dem Banater Bergland ein Denkmal.
Alexander Tietz debütierte in rumänischer Sprache in der Zeitschrift „Reșița“ im Jahr 1939 mit einer Serie von 13 Beiträgen unter dem Titel „Scrisori din sălașul meu“ („Briefe von der Alm“). 1940 begann er mit dem Sammeln von Volksmärchen, Sagen und Erzählungen in Wolfsberg und Franzdorf, erweiterte bereits 1942 seine Erkundungen auf Überlieferungen der Rumänen, Kraschowäner und Serben aus dem Banater Bergland.
Im Jugendverlag Bukarest erschien 1956 das erste Buch von Alexander Tietz: „Sagen und Märchen aus den Banater Bergen“, 1958 erschien im Jugendverlag Bukarest die zweite Buchveröffentlichung von Alexander Tietz „Das Zauberbründl. Märchen aus den Banater Bergen“ und im Literaturverlag Bukarest 1967 sein drittes Buch: „Wo in den Tälern die Schlote rauchen. Ein Lesebuch“. 1979 erschien im „Kriterion“-Verlag Bukarest von Alexander Tietz „Märchen und Sagen aus dem Banater Bergland“.
1980 brachte die rumänische Schallplattenfirma „Electrecord“ eine Langspielplatte mit Märchen in deutscher Sprache heraus. Die Seite A enthält Märchen aus dem Banater Bergland („Hans mit dem Schweineohr“, „Der gläserne Berg“ und „Die zwei Kinder mit goldenem Haar“) von Alexander Tietz.
Der aus Reschitza stammende Schriftsteller Anton Breitenhofer war in der Zeitspanne 1954–1976 Chefredakteur der langjährigen Tageszeitung Neuer Weg, Bukarest. Am 17. Mai 1971 wurde dem Banater Berglanddeutschen zum ersten Mal in der Geschichte dieser Volksgruppe, das Verdienstkreuz I. Klasse des Verdienstordens der Bundesrepublik Deutschland überreicht.

### Schule und Unterrichtswesen

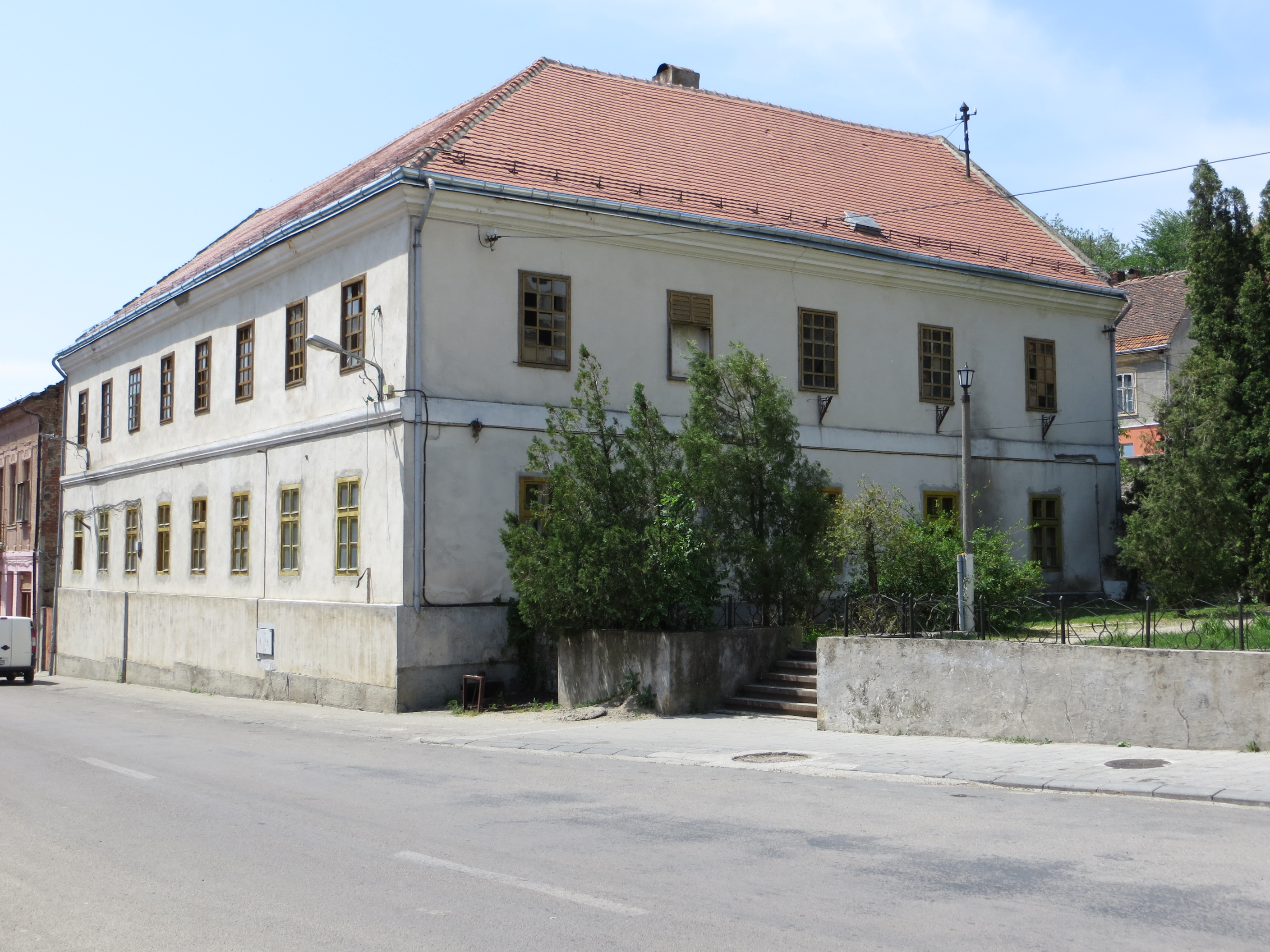
Militärschule Orawitza

Als das Banat 1718 unter Habsburger Herrschaft kam, fand eine Neuorganisation des Schulwesens statt. Im Jahr 1779 gab es in Karansebesch eine „Deutsche Grenzwachenschule“. Nach dem Anschluss von Karansebesch an das „Walachisch-Illyrer Grenzregiment“ (1783) wurde die „Triviale Grenzwachenschule“, die Unteroffiziere für die Banater Militärgrenze ausbildete, eingerichtet. Bei der Hauptkompanie gab es eine Realschule mit drei Klassen in deutscher Sprache, beim Hauptsitz des Regiments die „Offizier- und Unteroffizier-Schule“ mit vier Klassen in deutscher Sprache. Im Jahr 1811 bildete die „Normale Realschule“  Unteroffiziere aus.
1729 entstand in Orawitz eine erste Berufsschule und 1738 die erste Volksschule in deutscher Sprache. 1864 wurde in Orawitz die 126. Filiale des Münchner „Notre-Dame“-Ordens errichtet, deren Schulschwestern hier eine Mädchen-Volksschule und Bürgerschule gründeten. Die allgemeine Schulpflicht wurde bereits 1772 gesetzlich verfügt und hat sich nach und nach durchgesetzt.
Ab 1776 gab es auch in Montan-Reschitz Schulunterricht in deutscher Sprache. 1804–1805 kamen von den 173 deutschen schulpflichtigen Kindern 122 regelmäßig zum Unterricht. Anfangs gab es nur eine zweiklassige Volksschule. Sie wurde später zu einer vierklassigen Schule ausgebaut und Anfang des 19. Jahrhunderts zu einer sechsklassigen Volksschule erweitert. 1853 wurde neben der römisch-katholischen Kirche ein Schulgebäude errichtet, in dem auch das Pfarramt untergebracht wurde. Es war eine römisch-katholische Volksschule für Jungen und Mädchen mit deutscher Unterrichtssprache. Es diente über hundert Jahre als Schule, bis es in den 70er Jahren des 20. Jahrhunderts der Industrialisierungspolitik zum Opfer fiel, als es dem Walzwerk weichen musste. Ab 1883 wurden Jungen und Mädchen getrennt unterrichtet. 1872 wurde im Pfarrgebäude der evangelischen Kirche eine zweite Schule mit deutscher Unterrichtssprache eröffnet. Sie wurde von den Kindern deutscher und ungarischer Protestanten besucht. 1908 wurde für die Kinder der Köhler eine kleine Privatschule mit deutscher Unterrichtssprache eröffnet. Eine weitere Privatschule war die „Pittnerschule“ in der Strada Furnalelor. 1874 beschloss der Gemeinderat, eine „höhere Volksschule“ mit einer dreijährigen Ausbildung für Knaben und einer zweijährigen für Mädchen zu gründen. Weil die finanziellen Mittel fehlten, konnte die Schule erst 1877 eröffnet werden. Die zwei Gründungsklassen wurden von 34 Knaben und 45 Mädchen besucht. 1889 wurde direkt unterhalb der „alten Bürgerschule“ ein zweigeschossiges Gebäude errichtet. Es dient heute noch als Schule. Nach der Fertigstellung des Gebäudes zog hier die „höhere Volksschule“ ein.
In einer multiethnischen Region wird die Unterrichtssprache von mehreren Faktoren bestimmt: von der Nationalitäten- und Schulpolitik der Regierung des betreffenden Staats, und vom Selbstbehauptungswillen der einzelnen Volksgruppen. Außerdem spielte die religiöse Zugehörigkeit in der Zeit der ersten Schulgründungen im Banater Bergland eine wichtige Rolle. Die Schulen waren drei Autoritäten unterstellt. Der Staat gab den gesetzlichen Rahmen vor. Die Kirche richtete die Schulen ein und bestimmte die religiöse Erziehung. Die Gemeinde musste die Schule finanziell unterstützen. Eine Besonderheit in den Banater Bergorten war das Patronat der Bergverwaltung, später der StEG. Sie war nicht nur Arbeitgeber, sondern übernahm auch Aufgaben der Gemeinde und wurde so für viele Bereiche des gesellschaftlichen Lebens zuständig. Unter anderem hatte sie für die materielle Grundlage (Gebäudebau und -unterhalt, Lehrergehälter) der Schulen in den Gemeinden, die zu ihren Domänen gehörten, zu sorgen. Das waren mehrheitlich römisch-katholische Volksschulen mit deutscher, aber auch griechisch-katholische und orthodoxe Volksschulen mit rumänischer Unterrichtssprache. So hat die StEG Ende des 19. Jahrhunderts in Reschitz 12 deutsche katholische Klassen, die deutsche evangelische Schule, zwei rumänische Klassen und die reformierte ungarische Schule unterstützt. Als Ergebnis der Bevölkerungsstruktur des Bergorts war der deutschsprachige Volksschulunterricht bis zum Ende des 19. Jahrhunderts in Montan-Reschitz vorherrschend.
Die massive Magyarisierung begann mit dem österreichisch-ungarischen Ausgleich 1867, als aus der Habsburger-Monarchie die Doppelmonarchie Österreich-Ungarn wurde. Die für das Banat zuständige Regierung saß nicht mehr in Wien, sondern in Budapest. Das erklärte Ziel der neuen Machthaber war die einheitliche Nation. Das wichtigste Instrument dazu war die Schule. 1879 wurde das Erlernen der ungarischen Sprache gesetzlich Pflichtfach in den Schulen. Nach einer Übergangsfrist mussten die Lehrer die ungarische Sprache so gut beherrschen, dass sie in dieser Sprache unterrichten konnten. Schließlich musste der gesamte Unterricht in ungarischer Sprache erteilt werden. Diese Entwicklung vollzog sich nicht gleich schnell in allen Banater Ortschaften, denn dabei spielten die Gegebenheiten vor Ort eine gewisse Rolle. So wirkte sich das Patronat der StEG insofern günstig aus, als sich die endgültige Magyarisierung der Gesellschaftsschulen in den Bergorten erst relativ spät durchsetzte. In den deutschen von der StEG patronierten Volksschulen wurde noch am Ende des 19. Jahrhunderts in deutscher Sprache unterrichtet. 1907 trat ein weiteres Gesetz in Kraft, das die Magyarisierung der Volksschulen verschärfte. In allen staatlichen und vom Staat unterstützten Schulen und Kindergärten musste der Unterricht in ungarischer Sprache erteilt werden. Religion durfte weiter in der Muttersprache unterrichtet werden. Deutsch als Muttersprache durfte ab 1914 in drei Wochenstunden gelehrt werden. Die Magyarisierung hatte zur Folge, dass in Reschitz Ungarisch etwa 10–15 Jahre lang in den Volksschulen und 30 Jahre lang in der Bürgerschule die Unterrichtssprache war. Unterricht in der Muttersprache wurde erst 1919 wieder eingeführt. Nach dem Ersten Weltkrieg wurden die vormals magyarisierten Schulen dem rumänischen Staat unterstellt. An den Reschitzer Schulen wurden bereits 1919 rumänische und deutsche Abteilungen eingerichtet.

### Theater- und Musikleben

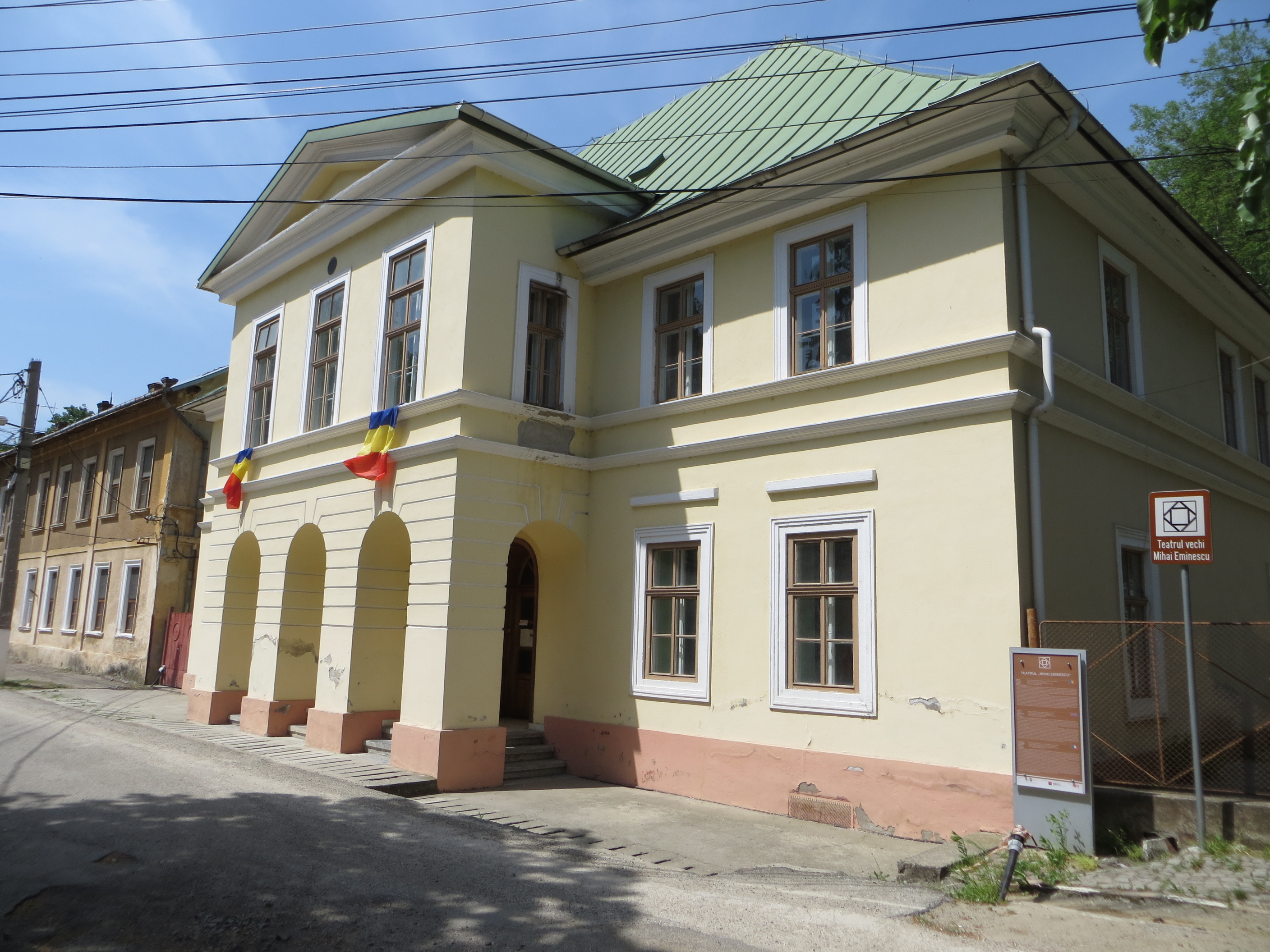
Das alte Theater in Orawitza (1817) ist das älteste Theatergebäude auf dem Gebiet des heutigen Rumänien.

Im Jahre 1763 trat in Orawitza die deutsche Wander-Theatergruppe des Antonius Eintrag auf. Der Orawitzaer „Dilettantenverein“ erhielt 1817 ein eigenes Theater, das älteste Theatergebäude auf dem Boden Rumäniens, das heute noch steht. Es wurde nach dem Modell des alten Burgtheaters errichtet. Die Besonderheit dieses Theaters waren die dreisprachigen Theaterabende.
Der Reschitzaer Sängerbund wurde im Jahre 1897 gegründet. Der Sängerbund war der Chor der mittleren Beamten und des Bürgerstandes. Der Gründer und Chormeister war über 30 Jahre hindurch Direktor, Lehrer und Regens Chori Josef Tietz. Am 18. Mai 1902 fand die feierliche Fahnenweihe statt. Der Sängerbund existierte bis zum Zweiten Weltkrieg.
Im Jahre 1899 wurde in Reschitza der Sängerverein „Lyra“ gegründet. Erster Präsident des Vereins war Johann Kriesel. Der Verein existierte bis 1905. Am 18. August 1918 kam es in Reschitza zur Gründung des „Eisernen Quartetts“. Erster und einziger Präsident war 20 Jahre hindurch Karl Kummergruber, Chormeister Josef Tietz, Dirigent für die Chor-Orchesteraufführungen Peter Rohr.

## Mundart
Die deutschen Siedler blieben lange Zeit in Kontakt mit der österreichischen Verwaltungssprache, aber auch mit dem deutschen Kulturraum. Der Schulunterricht, die Kirche, die Bräuche und Feste, aber auch die alltägliche Umgangssprache bei der Arbeit und im Zusammenleben sorgten dafür, dass in allen deutschen oder deutsch geprägten Orten die deutsche Sprache weiterhin lebendig blieb und eine eigene Dynamik entwickelte. In den Städten kamen noch zusätzliche günstige Faktoren dazu, zum Beispiel die deutsche Presse oder das deutsche Theater, die selbst während des kommunistischen Regimes erhalten blieben.
Mehr als 90 % der Banater Berglanddeutschen sprechen eine bairisch-österreichische Mundart. Reine Mundart wurde nur noch in den böhmischen Dörfern Sadowa, Weidenthal, Wolfsberg und Lindenfeld gesprochen. In den anderen Orten hat sich ein Gemisch von steirischen, böhmischen und anderen österreichischen Sprachelementen durchgesetzt, mit leichtem rumänischem, slawischem und ungarischem Einfluss. Zu diesem sprachlichen und dialektalen Puzzle kommt in Reschitz noch zusätzlich das Oberösterreichische und das Wienerische verstärkt zum Tragen.

## Persönlichkeiten
- Otto Alscher (1880–1944), Schriftsteller
- Franz Blaskovics (1864–1937), Dompropst und Politiker
- Rolf Bossert (1952–1986), Schriftsteller
- Jan Cornelius (* 1950), Schriftsteller
- Karl Hofmann (1839–1891), Geologe
- Hildegard Klepper-Paar (* 1932), Grafikerin
- Kristiane Kondrat (* 1938), Schriftstellerin und Journalistin
- Werner Kremm (* 1951), Journalist
- Anton Linder (1880–1958), Politiker
- Alexander Löhr (1885–1947), österreichischer Offizier in der k.u.k. Armee
- Livius Maderspach (1840–1921), Bergbauingenieur
- Max Meier (1863–1919), Ingenieur in Hüttenwesen
- Julius Meier-Graefe (1867–1935), Kunsthistoriker
- Geza Slovig (1897–1944), Kirchenmusiker
- Anton Sterbling (* 1953), Soziologe
- Alexander Tietz (1896–1978), Schriftsteller